# ديتمار بروك
ديتمار بروك (بالإنجليزية: Dietmar Bruck) هو لاعب كرة قدم بريطاني في مركز ظهير ‏، ولد في 19 أبريل 1944 في غدانسك في بولندا. لعب مع تشارلتون أثلتيك وكوفنتري سيتي ونادي ويموث ونورثامبتون تاون.